# Frystoalett
Frystoalett är en torrtoalett vars funktion grundar sig på frysning. Innehållet fryses snabbt, vilket stoppar bakterieutveckling och håller toaletten luktfri. .
Frystoaletter drivs av el, och de behöver varken avloppsinstallation, ventilation eller kemikalier. . En frystoalett förbrukar cirka 40 watt. 
Frystoaletten utvecklades i Sverige på 1970-talet.[källa behövs]